# Zajączkowo Połczyńskie
Zajączkowo Połczyńskie – nieistniejący przystanek osobowy w Zajączkowie w Polsce, w województwie zachodniopomorskim, w powiecie świdwińskim, w gminie Połczyn-Zdrój.